# Hrudek (Bieńdziuga)
Hrudek – część wsi Bieńdziuga w Polsce, położona w województwie podlaskim, w powiecie białostockim, w gminie Michałowo.
W latach 1975–1998 Hrudek administracyjnie należał do województwa białostockiego.